# Karl Ridderbusch
Karl Ridderbusch (né le 29 mai 1932 à Recklinghausen, et mort le 21 juin 1997 à Wels, en Autriche) est un chanteur lyrique allemand (basse). Il se produit dans les plus grands opéras d'Europe et était Kammersänger à l'opéra d'État de Vienne .

## Carrière
Karl Ridderbusch souhaitait d'abord s'orienter vers une carrière d'ingénieur. Mais il est découvert dans un concours de chant par le ténor Rudolf Schock, qui a également co-financé sa formation. À partir de 1955, il étudie au Conservatoire de Duisbourg, et de 1957 à 1961, à la Folkwang Universität de Essen.
Karl Ridderbusch fait ses débuts en 1961 à Münster. De 1963 à 1965, il est membre permanent de l'Ensemble de Essen. Au cours de cet engagement de trois ans, il reprend les grands rôles d'opéra des œuvres de Wagner, Richard Strauss et Verdi, qui l'aident rapidement à se forger une renommée considérable. En 1965, il devient membre de la Deutsche Oper am Rhein à Düsseldorf et Duisbourg (Sparafucile dans Rigoletto, Boris Godounov, Hunding). En 1967, il fait ses débuts à Bayreuth, où sa carrière internationale est lancée. Jusqu'en 1977, qmrrse avoir démissionné après un conflit avec la direction du festival de Bayreuth, il chante sur la colline verte tous les rôles majeurs dans son domaine, dont Henri l'Oiseleur, Hans Sachs, le roi Marke, Hagen, Daland et Hunding, mais aussi des plus petits rôles comme Titurel, Fasolt, Fafner et Pogner. 
Dans d'autres salles, il incarne également Sénèque du Couronnement de Poppée, Henry VIII d'Anna Bolena, Falstaff de l'opéra éponyme de Verdi et le Falstaff des Joyeuses Commères de Windsor d'Otto Nicolai, Plumkett de Martha, de Friedrich von Flotow, Le Barbier de Bagdad de Peter Cornelius, le cardinal Madruscht dans Palestrina de Hans Pfitzner. Il chante aussi dans de nombreux oratorios de Bach et Bruckner. Ridderbusch était un habitué des plus grands opéras du monde : La Scala (Milan, début 1966), Le Metropolitan Opera (New York, 1967), l'Opéra d'État de Vienne (à partir de 1968, Kammersänger en 1978), le Royal Opera House de Covent Garden (Londres, 1971 ), Paris (1967), encore à Munich, Berlin, Hambourg et au Festival de Pâques de Salzbourg (à partir de 1968).

## Succès
Karl Ridderbusch possédait une voix de la plus haute expressivité, combinée avec des compétences techniques ; sa voix couvrait avec aisance au moins deux octaves et demie (le disque le documente de l'ut 1 au sol 3), ce qui fit de lui l'un des plus grands chanteurs de son temps. À l'opéra, elle pénétrait aisément l'orchestre le plus puissant, son bel canto s'affirmant avec un grand éclat, même dans les passages forts. En plus de sa finesse musicale, sa carrure puissante faisait forte impression sur scène. Parmi ses rôles les plus importants, citons le baron Ochs von Lerchenau, du Chevalier à la rose, Hunding dans La Walkyrie et Hagen du Crépuscule des dieux. Ridderbusch n'était toutefois pas hostile à la musique plus légère ; il appréciait chanter dans les opérettes, ainsi que des chants populaires, pour lesquels il fut connu du grand public.
Ridderbusch était marié à une Autrichienne, il demeurait à Wels. Il est mort d'une maladie cardiaque et d'insuffisance hépatique à l'âge de soixante-cinq ans, juste à son retour de l'hôpital de Wels.

## Récompenses
Prix de Rhénanie du Nord-Westphalie pour les jeunes artistes (1967) 